# Szojuz TMA–5
A Szojuz TMA–5 a Szojuz–TMA orosz háromszemélyes szállító/mentőűrhajó űrrepülése 2004-től 2005-ig valósult meg. A 25. emberes repülés a Nemzetközi Űrállomásra (ISS).

## Küldetés
Hosszú távú cserelegénységet szállított az ISS fedélzetére. A tudományos és kísérleti feladatokon túl az űrhajók cseréje volt szükségszerű.

## Jellemzői
2004. október 14-én a Bajkonuri űrrepülőtér indítóállomásról egy Szojuz–FG juttatta Föld körüli, közeli körpályára. Több pályamódosítást követően október 16-án a Nemzetközi Űrállomást (ISS) automatikus vezérléssel megközelítette, majd sikeresen dokkolt. Az orbitális egység pályája 88,6 perces, 51,7 fokos hajlásszögű, elliptikus pálya-perigeuma 200 kilométer, apogeuma 238 kilométer volt.
Az időszakos karbantartó munkálatok mellett elvégezték a NASA által  tervezett 17 kutatási, kísérleti és tudományos feladatokat. Fogadták a teherűrhajókat (M50, M51]), kirámolták a szállítmányokat, illetve bepakolták a keletkezett hulladékot. Leroy Chiao volt az első űrhajós, aki az amerikai elnökválasztáson az űrből szavazott. Kettő  űrsétán (kutatás, szerelés) 9 óra 58 percet töltöttek az ISS fedélzetén kívül.
2005. április 24-én Arkalik (oroszul: Арқалық) városától, a tervezett leszállási körzettől mintegy 93 kilométerre északra ért Földet, hagyományos visszatéréssel. Összesen 192 napot, 19 órát, 01 percet és 59 másodpercet töltött a világűrben. 3031 alkalommal kerülte meg a Földet.

## Személyzet

### Felszállásnál
- Szalizsan Sakirovics Saripov parancsnok
- Leroy Chiao fedélzeti mérnök
- Jurij Georgijevics Sargin fedélzeti mérnök

### Leszálláskor
- Szalizsan Sakirovics Saripov parancsnok
- Roberto Vittori fedélzeti mérnök
- Leroy Chiao fedélzeti mérnök

### Tartalék személyzet
- Valerij Ivanovics Tokarev parancsnok
- William Surles McArthur fedélzeti mérnök